# El Rebollar (Salamanca)
El Rebollar (El Rebollal en palra d'El Rebollal) es una subcomarca del Campo de Robledo, dentro de la comarca de Ciudad Rodrigo, en el sudoeste de la provincia de Salamanca, Castilla y León, España. Sus límites no se corresponden con una división administrativa, sino con una demarcación histórico-tradicional, cultural y geográfica. Se trata de una de las comarcas más singulares de la provincia.

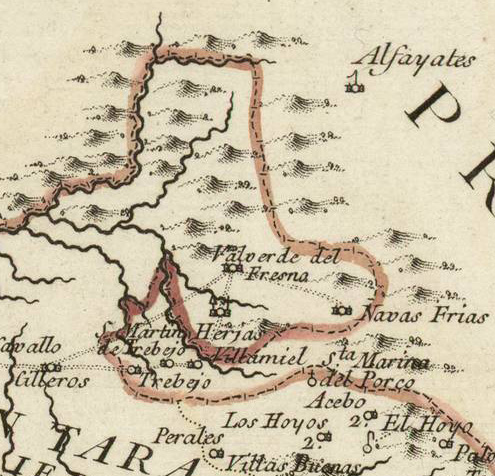
Mapa de 1766, orientado con el oeste arriba, en el que se indican los actuales pueblos extremeños de San Martín de Trevejo, Trevejo y Villamiel (Valle de Jálama) pertenecientes a la provincia de Salamanca y el actual municipio salmantino de Navasfrías perteneciente a la provincia de Extremadura

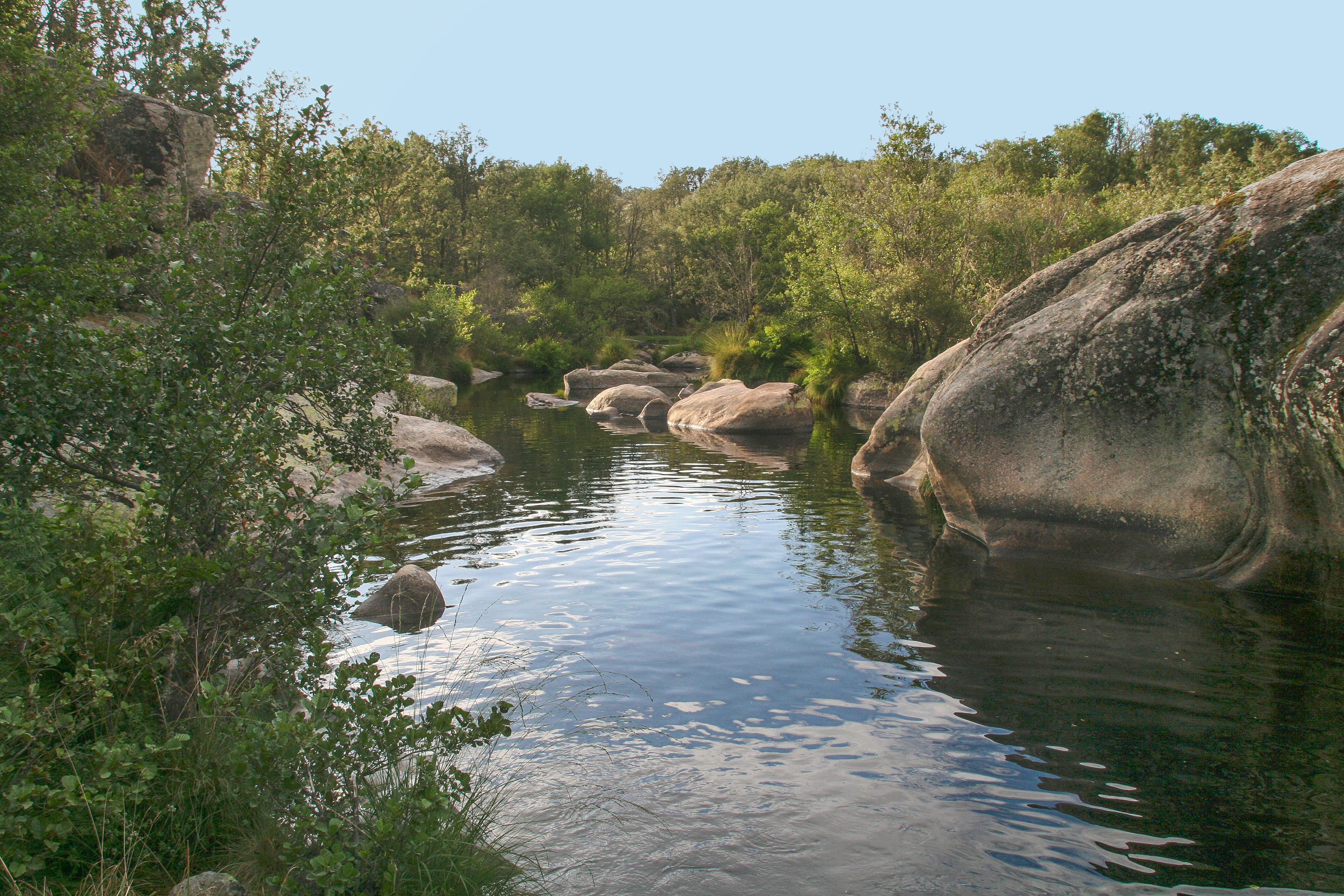
La Bañera de Río Frío, Villasrubias

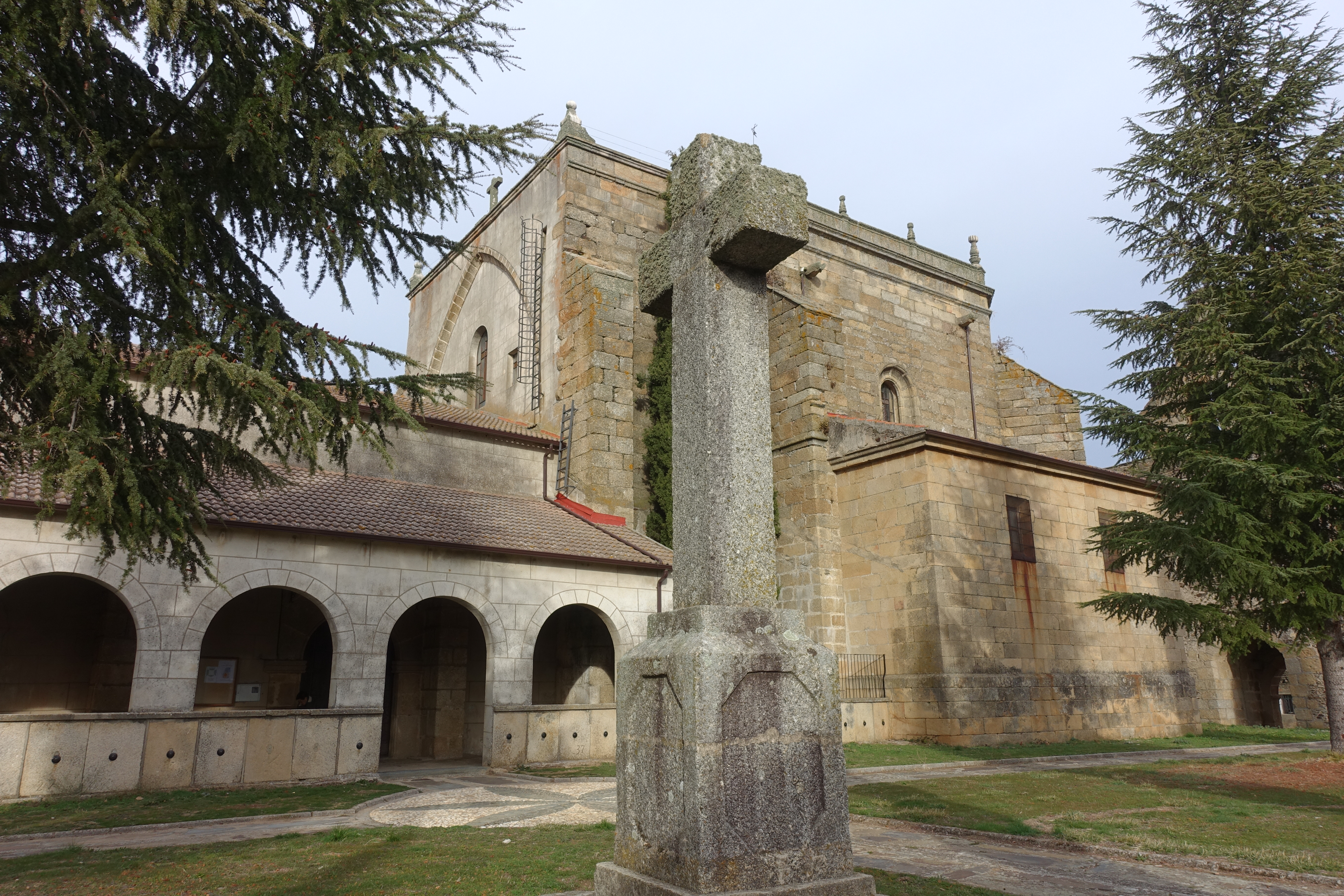
La Iglesia de la Asunción, Robleda

## Etimología
El topónimo El Rebollar proviene del nombre dado a una especie de roble, el rebollo (Quercus pyrenaica), el árbol más característico de los bosques de la zona.

## Geografía
El Rebollar está situado en el sudoeste de la provincia de Salamanca y ocupa una superficie de 302,43 km².

### Demarcación
Comprende 5 municipios: El Payo, Navasfrías, Peñaparda, Robleda y Villasrubias.
El lingüista y estudioso Antonio Llorente Maldonado también añadió a Casillas de Flores aunque está claro que de forma errónea.
Todos estos términos municipales además también forman parte del Espacio Natural Protegido de El Rebollar y Los Agadones.
Limita con el resto del Campo de Robledo al norte, con Los Agadones al este, con Extremadura al sur y con Portugal al oeste.
| Noroeste: Portugal                 | Norte: Campo de Robledo       | Nordeste: Los Agadones            |
| Oeste: Portugal                    |                               | Este: Los Agadones                |
| Suroeste: Sierra de Gata (Cáceres) | Sur: Sierra de Gata (Cáceres) | Sureste: Sierra de Gata (Cáceres) |

### Espacio natural
La riqueza natural de la comarca ha hecho que en el año 1991 la Junta de Castilla y León delimitase preventivamente esta zona como espacio natural protegido a la espera de poderse declarar como parque natural u otra figura. Trasciende los límites de la comarca de El Rebollar (La Sierra de Gata y los ríos Águeda y Ollerus) para llegar a otros pueblos de las comarcas del Campo de Robledo y Los Agadones. De esta forma, el espacio protegido comprende tierras de los términos municipales de los siguientes pueblos (incluidos completamente los 5 que componen El Rebollar): Agallas, Martiago, El Sahugo, Herguijuela de Ciudad Rodrigo, Robleda, El Payo, Peñaparda, Villasrubias, Fuenteguinaldo, Casillas de Flores y Navasfrías.

## Historia
La fundación de las actuales localidades de la comarca se remonta a la repoblación efectuada por los reyes de León en la Edad Media, época en la quedaron encuadradas en la Diócesis de Ciudad Rodrigo tras la creación de esta por parte del rey Fernando II de León.
Así, El Rebollar se configuró como parte del Campo de Robledo, un sexmo de la antigua Tierra de Ciudad Rodrigo, histórica división administrativa que agrupaba más o menos a los mismos pueblos a los que hoy se considera pertenecientes a las comarcas del Campo de Robledo y El Rebollar.
Por otro lado, los actuales municipios extremeños de San Martín de Trevejo, Trevejo y Villamiel (en el Valle de Jálama) se adscribían por entonces a la provincia de Salamanca, dentro del antiguo partido judicial de Ciudad Rodrigo, teniendo multitud de características comunes a los de El Rebollar, pero no se agrupaban en la división del Campo de Robledo, dada su pertenencia a la Orden de San Juan.
Ya en el siglo XIX, con la creación de las actuales provincias en 1833, El Rebollar quedó encuadrado en la provincia de Salamanca y la Región Leonesa.

## Demografía
| Gráfica de evolución demográfica de El Rebollar (Salamanca) entre 1900 y 2018                                                                                 |
| |
| Población de derecho (1900-1991) o población residente (2001, 2010) según los censos de población del INE Población según el padrón municipal de 2018 del INE |

La tendencia poblacional de la comarca de El Rebollar es de un claro retroceso. Los municipios de esta comarca hasta los años 50 eran grandes municipios de entre 1000 y 2000 habitantes, al amparo de la fructífera economía generada por las minas de wolframio y por el contrabando con Portugal. Tras el fin de la 2ª Guerra Mundial, se hunden las minas de wolframio y por tanto la economía de la zona, sumado a la industrialización de las ciudades de los años 60, eso provocó un gran éxodo demográfico en esta comarca. Esta tendencia negativa se ha mantenido hasta la actualidad. El 1 de enero de 2001 la población total contabilizada en ella era de 2606 habitantes, el 1 de enero de 2006 bajaba a alrededor de 2300 habitantes y el 1 de enero de 2010 la cifra era ya de 2079, es decir, en casi una década ha descendido en más de 600 personas.

## Cultura

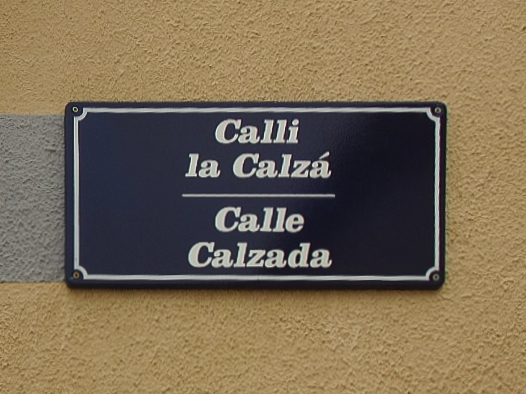
En Robleda los nombres de las calles se titulan en palra y castellano

### Habla
Su rasgo cultural más característico es la conocida como habla de El Rebollar «palra d'El Rebollal», que es una variedad local del altoextremeño (dialecto del idioma asturleonés) y que todavía conservan alrededor de 4000 personas (entre la gente que vive dentro de la comarca y los emigrantes a otros países u otras zonas de la Península). Sobre dicha variedad del altoextremeño son de obligada consulta los trabajos del profesor Ángel Iglesias Ovejero «El habla de El Rebollar. Descripción» y «El habla de El Rebollar. Léxico», de José Alonso Pascual «Robleda. Crónica y descripción del lugar» y de José Benito Mateos «Breve descripción de Peñaparda». En el año 2003, apareció el primer número de la revista en línea «La Gurulla» y en el año 2004 el primer libro literario escrito en dicha variedad lingüística «El corral los mis agüelus».

### Instrumentos
No podemos olvidarnos tampoco de otro de los elementos singulares de la comarca, como es el «panderu cuadráu» de Peñaparda, que es tañido por las mujeres tocándolo con una porra similar a la que usan los tamborileros, manera esta de tocar que es única, pues en ninguna otra localidad de la península se toca de esta manera dicho instrumento.[cita requerida]

### Bailes
Además, existen multitud de bailes singulares dentro del folklore de la provincia de Salamanca como el «fandangu», el «son», la «jota de dos pasus» o el «ofretoriu» de Robleda, los «ajecháus», los «salteáus», los «corríus», los «brincáus» o el «ofretoriu» de Peñaparda y la «charrá primera», la «charrá segunda», el «repicoteáu» o el «fandangu» de El Payo.